# مدل مارپیچی

مدل مارپیچی که در سال ۱۹۸۸ توسط بری بوهم معرفی شد

مدل مارپیچی (انگلیسی: Spiral model) یا مدل حلزونی، مدلی در فرایند توسعه نرم‌افزار است، که عناصری از دو یا چند مدل مانند مدل افزایشی و مدل آبشاری یا پیش‌نمونه نرم‌افزار را با یکدیگر ترکیب می‌کند. مدل مارپیچی همچنین یکی از روش‌های توسعه سیستم‌ها است، که در حوزه فناوری اطلاعات مورد استفاده قرار می‌گیرد. خصوصیت کلیدی این مدل، امکان مدیریت ریسک، در مراحل مختلف چرخهٔ تولید نرم‌افزار می‌باشد. این مدل اغلب در پروژه‌های بزرگ و پیچیده مورد استفاده قرار می‌گیرد. مدل مارپیچ نخستین بار در سال ۱۹۸۶ توسط بری بوهم معرفی شد. وی در سال ۱۹۸۸ به صورت رسمی این مدل را برای فرایند تولید نرم‌افزار منتشر کرد، که ترکیبی از ویژگی‌های کلیدی مدل آبشاری و نمونه‌سازی سریع بود.